# Gymnodia quadristigma
Gymnodia quadristigma är en tvåvingeart som först beskrevs av Thomson 1869.  Gymnodia quadristigma ingår i släktet Gymnodia och familjen husflugor. Inga underarter finns listade i Catalogue of Life.